# اولیگودا
اولیگودا (به لاتین: Oligoda) یک منطقهٔ مسکونی در سری‌لانکا است که در استان جنوبی (سری‌لانکا) واقع شده‌است.